# 록맨 월드 4
《록맨 월드 4》(ロックマンワールド4)는 캡콤이 발매한 액션 플랫폼 게임으로, 게임보이로 발매된 휴대용 록맨 시리즈의 네번째 작품이다. 패미컴으로 발매됐던 록맨 4와 록맨 5의 구성요소를 따왔으며, 1993년 10월 29일 일본에서 처음 발매하고 같은 해 12월에 북미와 유럽 지역에서 《메가맨 IV》(Mega Man IV)라는 제목으로 출시됐다.
세계정복을 포기하지 않는 Dr. 와일리가 새로운 로봇 발라드(Ballade)를 필두로 록맨 킬러들을 모아 주인공 록맨과 벌이는 대결을 다루며, 전작과 마찬가지로 시리즈의 액션 플랫포머 게임 진행방식을 이어받았다.

## 평가
| 평가                                                                                         |           |
| -------------------------------------------------------------------------------------------- | --------- |
| 평론 점수 평론사 점수 EGM 7.75 / 10 [ 5 ] 닌텐도 파워 3.575 / 5 [ 6 ] Game Players 86% [ 7 ] |           |
| 평론 점수                                                                                    |           |
| 평론사                                                                                       | 점수      |
| EGM                                                                                          | 7.75 / 10 |
| 닌텐도 파워                                                                                  | 3.575 / 5 |
| Game Players                                                                                 | 86%       |